# Wavetable
Wavetable – synteza tablicowa, alternatywny w stosunku do syntezy FM sposób generowania dźwięków.
Krótkie próbki (ang. sample) danego instrumentu muzycznego są przetwarzane na dźwięk o odpowiedniej wysokości i czasie trwania. Technika ta opracowana została pod koniec lat 70. przez Wolfganga Palma i wprowadzona w 1979 r.
Poczynając od 1993 roku na rynku pojawiły się karty dźwiękowe Creative Labs Sound Blaster AWE32 i Gravis Ultrasound, których producenci wykorzystując hasło „wavetable” rozpoczęli stosowanie sampli PCM jako podstawy tworzenia dźwięków. Jednak tego typu karty dźwiękowe tak naprawdę nie korzystały z żadnej formy syntezy tablicowej, ale raczej z samplera i systemu syntezy subtraktywnej bazującej na technologii z rodziny emulatorów E-mu.